# Tullio Vecchietti
Tullio Vecchietti (Roma, 29 luglio 1914 – Roma, 15 gennaio 1999) è stato un politico, partigiano, giornalista e scrittore italiano, esponente del PSI fino alla nascita del centro-sinistra "organico", fondatore e segretario del Partito Socialista Italiano di Unità Proletaria, e infine membro del PCI attivo nella politica estera.

## Biografia

### Studi e formazione
Nacque a Roma il 29 luglio 1914, figlio di Pilade e di Maria Forcella, fratello del giornalista e sceneggiatore Alberto Vecchietti, dopo essersi laureato in scienze politiche frequentò la scuola romana di storia diretta da Gioacchino Volpe, occupandosi soprattutto di pensiero politico italiano tra Settecento e Ottocento.
Avvicinatosi ai gruppi giovanili comunisti raccolti intorno a Mario Alicata e Antonio Amendola, nel 1938 vinse una borsa di studio alla Sorbona di Parigi, dove entrò in contatto con i militanti socialisti e di Giustizia e libertà ivi emigrati. Tornato a Roma, formò, con Achille Corona e Mario Zagari, il gruppo locale del Movimento di Unità Proletaria (MUP), particolarmente influenzato dalla lettura dei testi di Lev Trockij e di Rosa Luxemburg.

### Resistenza italiana e PSI
Nell’agosto 1943 partecipò alla ricostruzione del Partito Socialista nelle cui file prese parte alla Resistenza italiana a Roma. Dopo la Liberazione, al consiglio nazionale tenutosi dal 29 luglio al 1º agosto 1945 fu uno dei presentatori, insieme a Giuseppe Saragat e Ignazio Silone (della cui rivista Europa socialista Vecchietti fu anche redattore, rifiutando la concezione del «socialismo in un paese solo» e auspicando una rivoluzione socialista a livello europeo), di una mozione "autonomista’", che ottenne il 24% dei voti rispetto alla mozione "Basso-Cacciatore-Morandi-Pertini", che auspicava la formazione di un partito unico della classe operaia. Costituita la corrente di Iniziativa socialista il gruppo di Vecchietti, alleatosi con la corrente Pertini-Silone, vinse il XXIV Congresso del partito tenutosi a Firenze dall’11 al 16 aprile 1946.
Molti esponenti della sua corrente aderirono alla scissione di palazzo Barberini; tra questi vi era Zagari, responsabile esteri del Partito Socialista, e Vecchietti, rimasto nel partito, ne prese il posto ed entrò a far parte della direzione.
Al Congresso straordinario di Genova (27 giugno-1º luglio 1948) si schierò con la mozione della sinistra di Pietro Nenni e Rodolfo Morandi, a sostegno della validità, nonostante la sconfitta, della politica del Fronte Democratico Popolare: una linea che tenne anche successivamente, quando diresse, dal 1949 al 1951, la rivista Mondoperaio, e dal 1951 al 1960 il quotidiano del PSI l'Avanti!.

### Elezione a deputato
Con il fallimento della cosiddetta legge-truffa e la morte di Iosif Stalin nel 1953, anno in cui fu eletto per la prima volta deputato alla Camera con il PSI, si aprirono però nuovi spazi per la distensione, interna ed esterna, e per una possibile "apertura a sinistra", auspicata dal Congresso di Torino del PSI nell’aprile 1955, ponendo però come pregiudiziale, come sottolineò Vecchietti nel suo intervento, l’abbandono della concezione degasperiana di "democrazia protetta" e l’estensione dei diritti costituzionali a tutta la classe lavoratrice.
Dopo la scomparsa improvvisa di Morandi, Vecchietti divenne, di fatto, il dirigente di riferimento dell’apparato del partito e della sua struttura. Condivise, almeno inizialmente, l’atteggiamento di Nenni sul XX Congresso del Partito Comunista dell'Unione Sovietica, affermando la necessità di un approfondimento del tema della via democratica al socialismo, pur difendendo la politica del PSI degli anni precedenti. Nei suoi interventi di questo periodo in direzione si spinse a sostenere la necessità di recuperare l’indipendenza del PSI nei confronti della politica sovietica, rimanendo però la netta critica al «bagaglio decrepito e fallimentare di un riformismo del genere opportunistico» e della socialdemocrazia.

### Contrasti interni al PSI

#### Dai"carristi" allo scontro con Nenni
Quando scoppiò la rivoluzione ungherese, Vecchietti ne riconobbe dapprima un carattere democratico, per poi esortare, pochi giorni dopo, la classe operaia ungherese a riprendere il controllo della situazione «per salvaguardare le conquiste socialiste e respingere le minacce delle cricche militari e feudali». Successivamente fece parte della corrente di partito detta dei "carristi" (termine critico che si riferisce a un presunto appoggio diretto all'invasione sovietica dell'Ungheria), gruppo la cui preoccupazione principale degli esponenti fu, oltre al mantenimento della solidarietà con il mondo comunista, la salvaguardia della politica "unitaria" e il rifiuto di ogni "cedimento" socialdemocratico. Al Congresso di Venezia (6-10 febbraio 1957) queste differenze emersero nella loro evidenza: la sinistra di Vecchietti e Dario Valori ottenne 40 seggi nel comitato centrale, Nenni invece 30 e Basso 13. Vecchietti lasciò la guida dell'Avanti!, passando a dirigere il settimanale della corrente Mondo nuovo, dove da quel momento i contrasti all’interno del PSI si andarono progressivamente accentuando, fino alla scissione del 1964.
Alla riunione della direzione del 17 ottobre 1958 Vecchietti si oppose alla relazione presentata da Nenni, in vista della successiva sessione del comitato centrale, annunciando l’intenzione di presentarne una propria, che ottenne 38 voti contro i 26 di quella di Nenni, costringendo questi alle dimissioni da segretario del partito, "congelate" però in attesa degli esiti del Congresso nazionale che si sarebbe svolto a Napoli dal 15 al 18 gennaio 1959. Qui la mozione di Vecchietti raccolse il 32,65% dei voti, venendo sconfitta dal 58% della mozione autonomista di Pietro Nenni. Vecchietti fu escluso dalla direzione; votò tuttavia, nel comitato centrale del febbraio 1961, con la maggioranza del partito per l’astensione nei confronti del nascente terzo governo di Amintore Fanfani.

#### Verso il centro-sinistra "organico"
Al Congresso di Milano del marzo 1961, pur avvertendo dei rischi di una politica che, a suo parere, disorientava l’elettorato tradizionalmente socialista, rientrò in direzione, senza però alcun incarico. Di fronte alla prospettiva, sempre più vicina, di una partecipazione diretta dei socialisti a un governo di centro-sinistra con la Democrazia Cristiana, l’opposizione di Vecchietti si fece sempre più netta, accusando la politica di Nenni di aver rinunciato alla lotta per un avanzamento reale della democrazia, mentre il centro-sinistra non rappresentava nient’altro che «una copertura per il neo-capitalismo».
Al XXXV Congresso straordinario del PSI, convocato a Roma dal 25 al 28 ottobre 1963, dopo la spaccatura della maggioranza autonomista nella "notte di San Gregorio", Vecchietti, dopo aver affermato che il suo dissenso dalla relazione di Nenni non aveva origine nel rifiutare a priori la formula del centro-sinistra, ribadì che la partecipazione al governo comportava prezzi inaccettabili per un partito di classe. Battuto al Congresso (la sinistra ottenne il 39,3%, contro il 57,4% degli autonomisti), Vecchietti respinse gli accordi programmatici che portarono alla nascita del primo governo di Aldo Moro, definendoli, nella sua dichiarazione a nome della minoranza al comitato centrale del 27 novembre, come un sostanziale rovesciamento delle tradizionali posizioni ideologiche e politiche del PSI. Era, di fatto, il preannuncio della scissione, per evitare la quale la sinistra socialista pose come condizioni la non delimitazione della maggioranza di governo (per impedire rotture con il PCI nelle giunte locali), l’opposizione a una politica economica deflazionistica e, in politica estera, il rifiuto del progetto di forza atomica multilaterale.

### Partito Socialista Italiano di Unità Proletaria

#### Fondazione
Dopo la decisione di non partecipare al voto di fiducia del governo Moro, ed essere deferito ai probiviri del partito, tra l'11 e il 12 gennaio 1964, al Palazzo dei Congressi dell'EUR, si tenne un'assemblea della corrente di sinistra del PSI guidata da Vecchietti, dove questi si pronunciò contrario alla partecipazione al governo con la Democrazia Cristiana nel centro-sinistra "organico", proclamò la scissione dal PSI e la nascita di un nuovo partito: il Partito Socialista Italiano di Unità Proletaria (PSIUP), insieme tra gli altri a Lelio Basso, Vittorio Foa, Lucio Libertini, Emilio Lussu e Dario Valori, di cui Vecchietti divenne il segretario, forte di 26 deputati, 11 senatori e 117.895 iscritti. Per Vecchietti e i suoi seguaci fu una scelta obbligata (nonostante i dubbi del Partito Comunista Italiano) «imposta da quanti fuori e dentro il PSI hanno concepito la partecipazione di socialisti alla maggioranza di centro-sinistra non come un’azione tattica, ma un indirizzo strategico, la via più spedita per fare del PSI un partito socialdemocratico».

#### Segreteria del partito

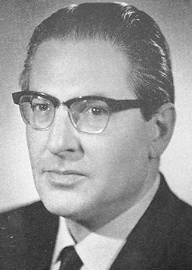
Tullio Vecchietti nel 1968

Nei primi anni dello PSIUP, durante il clima politico degli anni sessanta di lotte sindacali e movimenti giovanili, il nuovo partito mostrò una certa vitalità, pur nei contrasti e, spesso, nella contraddittorietà delle diverse linee politiche che si potevano scorgere al suo interno, come si vide quando la sua proposta di un accordo per un’intesa elettorale al Senato col PCI in vista delle elezioni politiche del maggio 1968 (nelle quali il PSIUP ottenne il 4,45% dei voti, 23 deputati e 13 senatori) passò solo a maggioranza negli organismi dirigenti.
Le divisioni del partito emersero con nettezza pochi mesi dopo, di fronte ai gravi avvenimenti della Cecoslovacchia, culminati con l’invasione sovietica e la fine della "primavera di Praga"; nel suo intervento al comitato centrale del 22 settembre 1968 Vecchietti dovette riconoscere che l’intervento delle truppe del Patto di Varsavia aveva turbato il movimento operaio internazionale e respinse le accuse di reticenza. Un tema che si ripropose al II congresso del PSIUP, quando in qualità di segretario, pur ammettendo l’esistenza di ritardi nella costruzione del socialismo nei paesi del blocco sovietico, criticò le «impazienze» e le tendenze settarie che si erano manifestate su questi temi all’interno del partito, definendole «risposte sbagliate a problemi tuttavia esistenti». Vecchietti tentò comunque di cavalcare le lotte di massa di quel periodo, mostrando anche, però, una certa diffidenza, come apparve nel suo intervento al comitato centrale del 1°-3 ottobre 1969, in cui affermò che il loro successo era tutt’altro che scontato: bisognava anzi opporsi «alle tendenze a esaltare e promuovere l’autogestione delle lotte come forma spontanea, in opposizione al sindacato e al partito».

### Fine dello PSIUP e confluenza nel PCI
Dopo l’ulteriore sconfitta alle elezioni amministrative del giugno 1971, Vecchietti si presentò come dimissionario al comitato centrale del 19-21 settembre, venendo sostituito da Dario Valori. Alle elezioni politiche anticipate del 1972 lo PSIUP vide una vera e propria disfatta, che, raccogliendo 648.591 voti (1,94%), non ottenne alcun seggio alla Camera. Dopo la sconfitta elettorale, al IV Congresso del partito il 13 luglio, Vecchietti propose lo scioglimento del partito e la contestuale confluenza nel PCI, in cui entrò a far parte insieme a numerosi compagni, seguito dalla maggioranza del partito, come membro della direzione.
Venne rieletto deputato nel 1976 nelle liste del PCI e, a partire dal 1979, venne invece eletto al Senato della Repubblica fino al 1987.
Morì a Roma il 15 febbraio 1999.

## Attività saggistica
Vecchietti scrisse molti ponderosi saggi politici, tra i quali si ricorda quello pubblicato nel 1987 dagli Editori Riuniti: L'individualismo nella società contemporanea: gli Stati Uniti, la Francia.